# Brian Fahey
Brian Fahey (Glenview, Illinois, SAD, 2. ožujka 1981.) američki je profesionalni hokejaš na ledu koji igra na poziciji braniča. Trenutačno je član Colorado Avalanchea koji se natječe u NHL-u, odnosno, njegove podružnice Lake Erie Monsters koja se natječe u AHL-u.

## Karijera
Karijeru započinje 1999. godine na Sveučilištu u Wisconsinu, odnosno, u sveučilišnoj momčadi Wisconsin Badgers koja se natječe u WCHA-u koji je dio NCAA-a. Tu provodi četiri sezone odigravši 156 utakmica. U međuvremenu, na draftu 2000. godine u 4. krugu kao 119. izbor odabire ga Colorado Avalanche. U sljedeće dvije sezone nastupa u dvije lige za tri različite momčadi. Većinu vremena ipak provodi u Atlantic City Boardwalk Bullies koji se natjecao u ECHL-u. Za klub upisuje sveukupno 63 boda u 101 utakmici u regularnom dijelu sezona. U sezoni 2003./04. ujedno započinje i svoju profesionalnu karijeru. U tom je razdoblju upisao i nekoliko nastupa u AHL-u za klubove Worcester IceCats i Hershey Bears. Sezonu 2005./06. započinje u ECHL momčadi Idaho Steelheads, odigravši tek tri utakmice, a onda 20. rujna 2005. godine potpisuje jednogodišnji ugovor s Dallas Starsima koji ga pak šalju u svoju AHL podružnicu Iowa Stars. U Iowi nastupa u 64 utakmice u regularnoj sezoni, odnosno 7 utakmica u doigravanju. 31. kolovoza 2006. godine potpisuje ugovor s Chicago Wolvesima, još jednim AHL klubom. U Chicagu provodi dvije sezone gdje redovno igra te pri tome upisuje 66 bodova u 151 utakmici u regularnom dijelu sezona, odnosno, 15 bodova u 39 utakmica u doigravanjima. U svojoj posljednjoj sezoni u Chicagu osvaja Calder Cup s Wolvesima. 17. srpnja 2008. godine, kao slobodan igrač, potpisuje dvogodišnji ugovor s New York Rangersima. Međutim, opet završava u AHL-u, ali ovaj put u Rangersovoj podružnici Hartford Wolf Pack. Sljedeće sezone prelazi u Colorado Avalanche u razmjeni u kojoj Rangersi pak dobivaju Nigela Williamsa. Vodstvo Avalanchea, u sezoni 2009./10., šalje ga u svoju AHL podružnicu Lake Erie Monsters gdje Fahey nastupa redovno i uspješno.

## Statistika karijere
| 1999./00.       | Wisconsin Badgers               | WCHA            | 41  | 6  | 11 | 17  | 40  | —  | — | —  | —  | —  |
| 2000./01.       | Wisconsin Badgers               | WCHA            | 38  | 1  | 5  | 6   | 16  | —  | — | —  | —  | —  |
| 2001./02.       | Wisconsin Badgers               | WCHA            | 38  | 2  | 8  | 10  | 55  | —  | — | —  | —  | —  |
| 2002./03.       | Wisconsin Badgers               | WCHA            | 39  | 5  | 4  | 9   | 34  | —  | — | —  | —  | —  |
| 2003./04.       | Atlantic City Boardwalk Bullies | ECHL            | 55  | 11 | 26 | 37  | 49  | 2  | 0 | 0  | 0  | 2  |
| 2003./04.       | Worcester IceCats               | AHL             | 2   | 0  | 0  | 0   | 2   | —  | — | —  | —  | —  |
| 2003./04.       | Hershey Bears                   | AHL             | 12  | 0  | 1  | 1   | 6   | —  | — | —  | —  | —  |
| 2004./05.       | Atlantic City Boardwalk Bullies | ECHL            | 46  | 10 | 16 | 26  | 47  | 3  | 0 | 2  | 2  | 0  |
| 2004./05.       | Worcester IceCats               | AHL             | 20  | 0  | 4  | 4   | 12  | —  | — | —  | —  | —  |
| 2005./06.       | Iowa Stars                      | AHL             | 64  | 6  | 11 | 17  | 74  | 7  | 0 | 1  | 1  | 8  |
| 2005./06.       | Idaho Steelheads                | ECHL            | 3   | 1  | 1  | 2   | 4   | —  | — | —  | —  | —  |
| 2006./07.       | Chicago Wolves                  | AHL             | 75  | 11 | 18 | 29  | 81  | 15 | 3 | 2  | 5  | 20 |
| 2007./08.       | Chicago Wolves                  | AHL             | 76  | 14 | 23 | 37  | 123 | 24 | 2 | 8  | 10 | 24 |
| 2008./09.       | Hartford Wolf Pack              | AHL             | 66  | 4  | 20 | 24  | 67  | 5  | 0 | 1  | 1  | 6  |
| Sveukupno - AHL | Sveukupno - AHL                 | Sveukupno - AHL | 315 | 35 | 77 | 112 | 365 | 51 | 5 | 12 | 17 | 58 |

## Vanjske poveznice
- Profil na NHL.com
- Profil na theAHL.com
- Profil na The Internet Hockey Database